# 蓝屋 (昂热)
蓝屋（法語：Maison Bleue）是法国昂热的一座历史建筑，建于1927-1929年。1998年3月5日列为法国历史古迹。
这座住宅建筑兴建于20世纪昂热高速增长时期，位于福煦大道（Boulevard Foch）与阿尔萨斯街（Rue d'Alsace）转角。楼高8层，24米，是该市第一座设有电梯的建筑。
该建筑采用装饰艺术风格，呈阶梯形，外墙镶嵌马赛克，色彩从一楼向上，由棕褐色、米色变化为青色。纹饰也同样有变化。建筑物的内部饰以蓝色、绿色和金色。

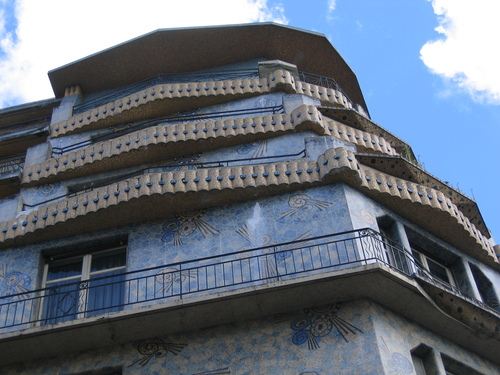